# Museo de Bellas Artes de Gante

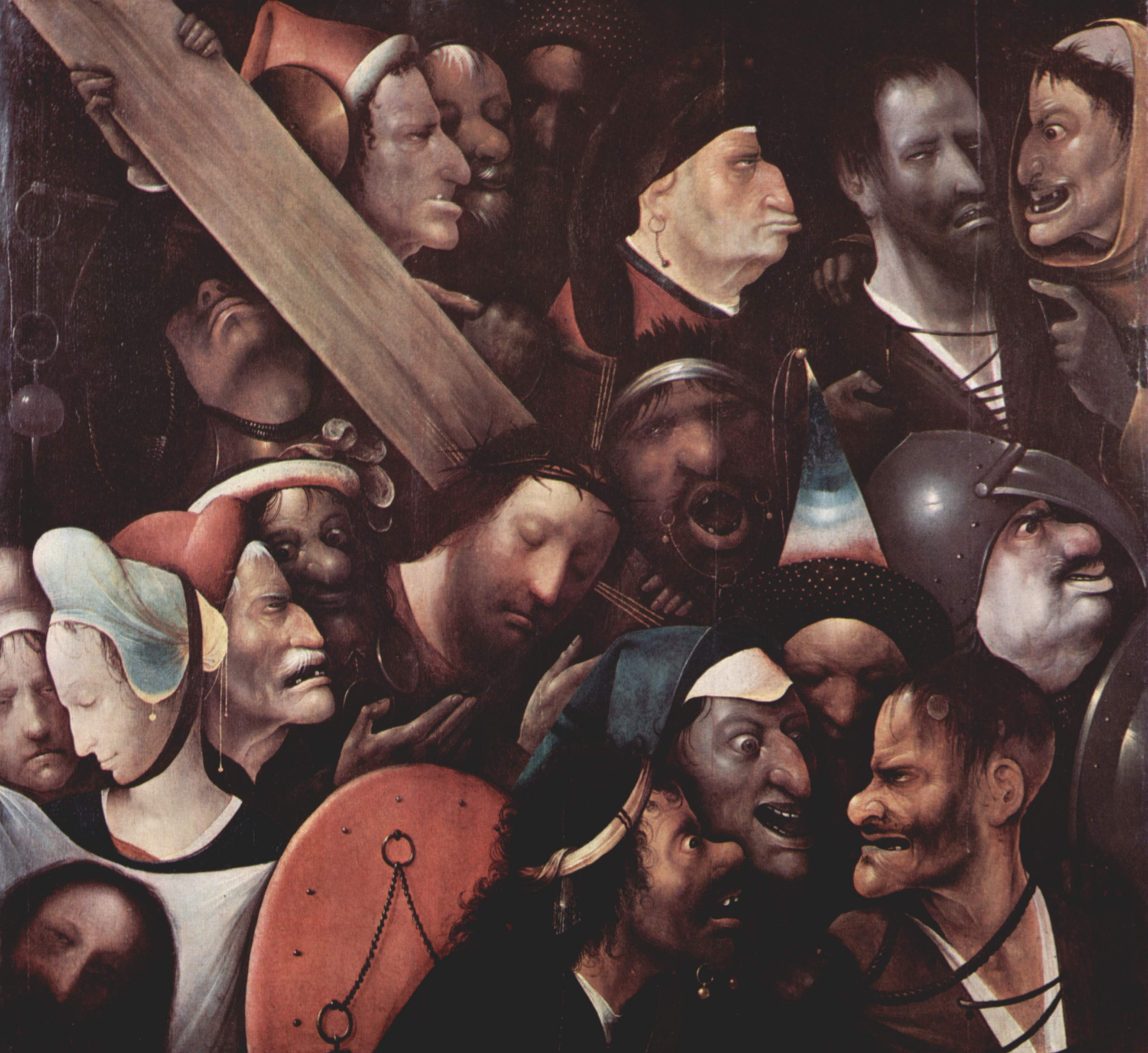
Cristo con la cruz a cuestas de Hieronymus Bosch, obra expuesta en la colección permanente del MSK.

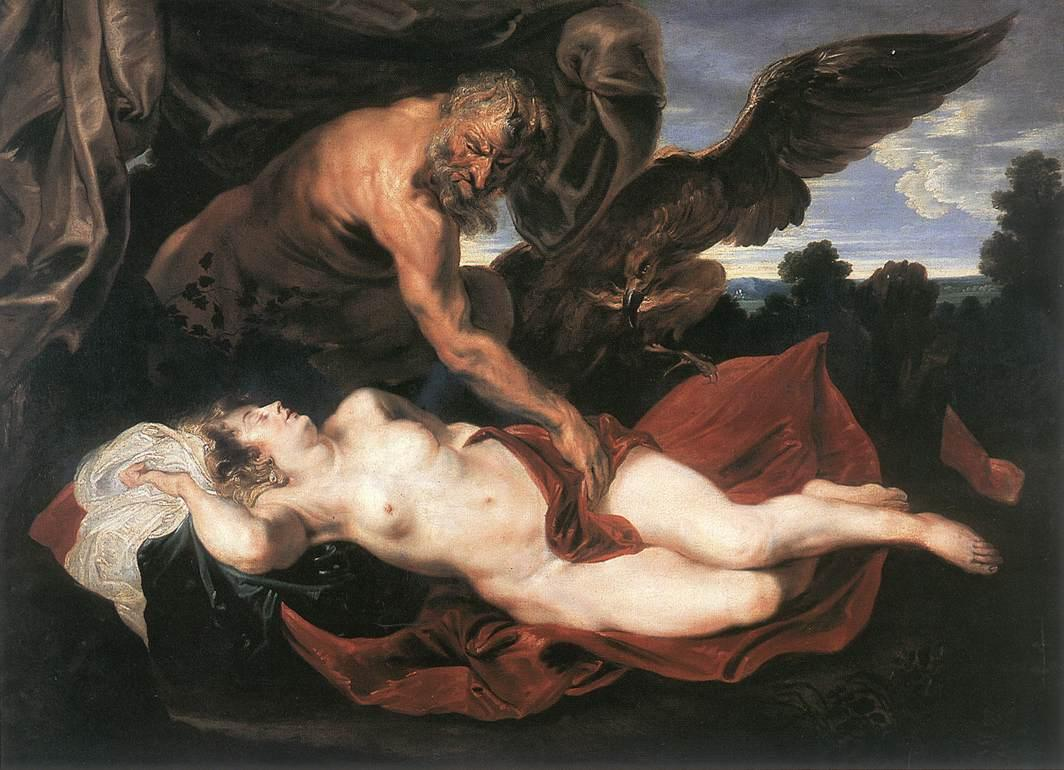
Jupiter et Antiope, Antoine van Dyck (1617-1618)

El museo de Bellas Artes de Gante (en neerlandés: Museum voor Schone Kunsten; abreviadamente, MSK) es un museo situado en Gante (Bélgica). Se encuentra situado en el lado oriental del Citadelpark, cerca del  Museo de Arte Contemporáneo (Stedelijk Museum voor Actuele Kunst, SMAK).
La institución se fundó en 1798, siendo por lo tanto el museo más antiguo de Bélgica, pero desde 1904 ocupa un edificio de nueva creación, diseñado por el arquitecto municipal Charles van Rysselberghe alrededor de 1900. En 2007 el museo reabrió después de cuatro años de restauración.

## Colección
Entre los autores que tienen obras en este museo, destacan: 
- Escuela flamenca:

- Hendrick Andriessen
- El Bosco:  San Jerónimo en oración (h. 1500); Cristo con la cruz a cuestas (principios del siglo XVI).
- Philippe de Champaigne
- Gaspar de Crayer
- James Ensor
- Jacob Jordaens
- Kerstiaen de Keuninck: Les Calamités humaines
- Fernand Khnopff
- George Minne
- Constant Montald
- Constant Permeke
- Frans Pourbus l'Ancien
- Pierre Paul Rubens
- Théo van Rysselberghe
- Valerius de Saedeleer
- Gustave van de Woestijne
- Antoine Van Dyck : Jupiter et Antiope, 1617-1618
- y tapices procedentes del château des comtes de Flandre y de la abadía Saint-Pierre.

- Escuela belga:

- William Degouve de Nuncques
- Henri Evenepoel
- Léon Fredericq
- Adriaan Joseph Heymans
- François-Joseph Navez
- René Magritte
- Constantin Meunier

- Escuela holandesa:

- Marinus van Reymerswale
- Maarten van Heemskerck: Varón de dolores (1532)
- Frans Hals
- Willem Claeszoon Heda

- Escuela francesa:

- Charles-François Daubigny
- Honoré Daumier
- Théodore Géricault Retrato de un cleptomaníaco (1820)
- Jean-François Millet
- Auguste Renoir
- Georges Rouault

- Escuela italiana:

- Tintoretto: Retrato de Giovanni Paolo Cornaro (1561)
- Alessandro Magnasco
- Pino della Selva
- Puccio di Simone: La Coronación de la Virgen (1350)

- Escuela alemana:

- Ernst Ludwig Kirchner

- Escuela inglesa:

- William Hogarth

- Escuela austriaca:

- Oskar Kokoschka

## Galería de imágenes

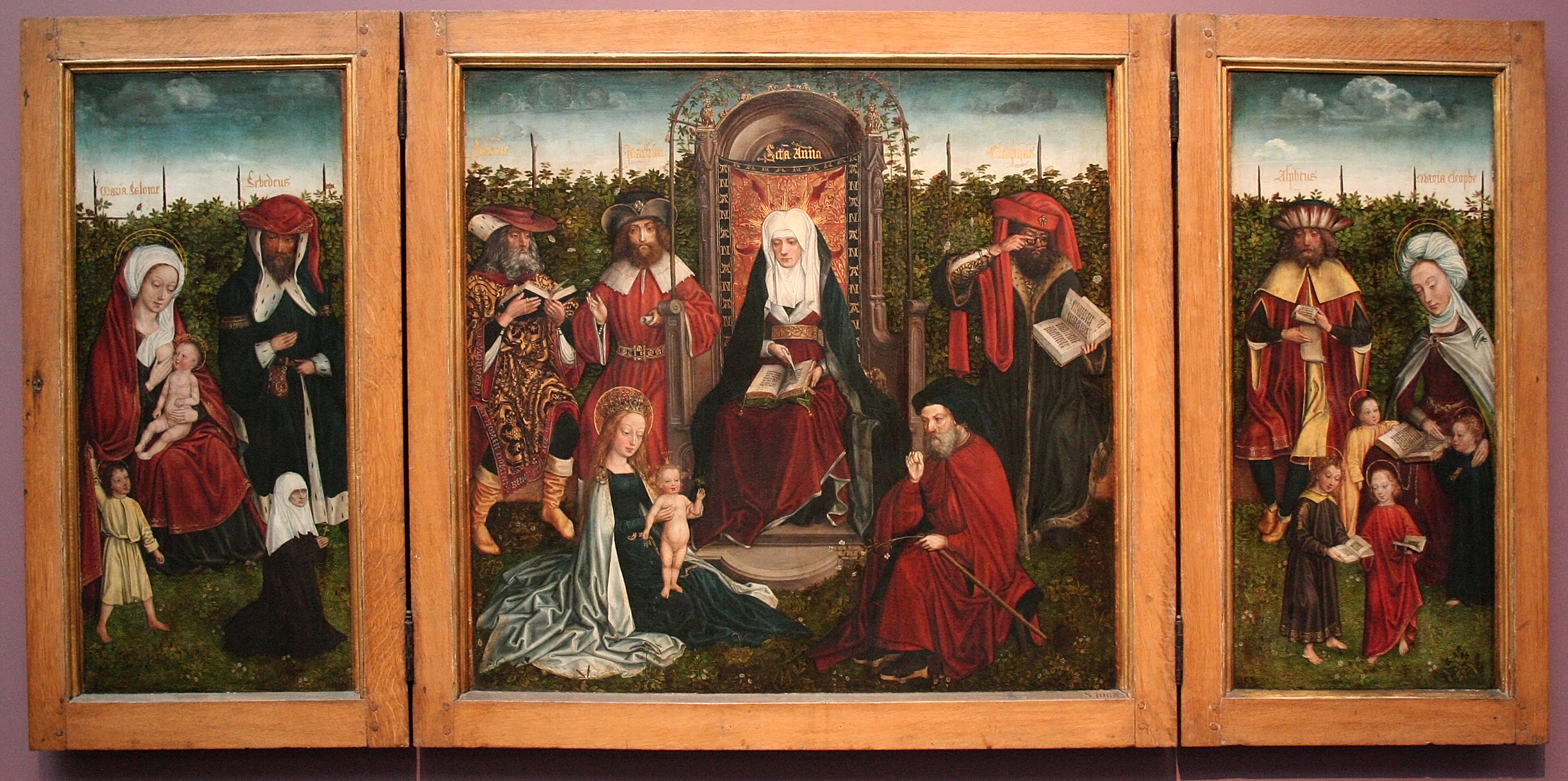
Triptyque avec la famille de la Sainte Anne de un maestro anónimo.
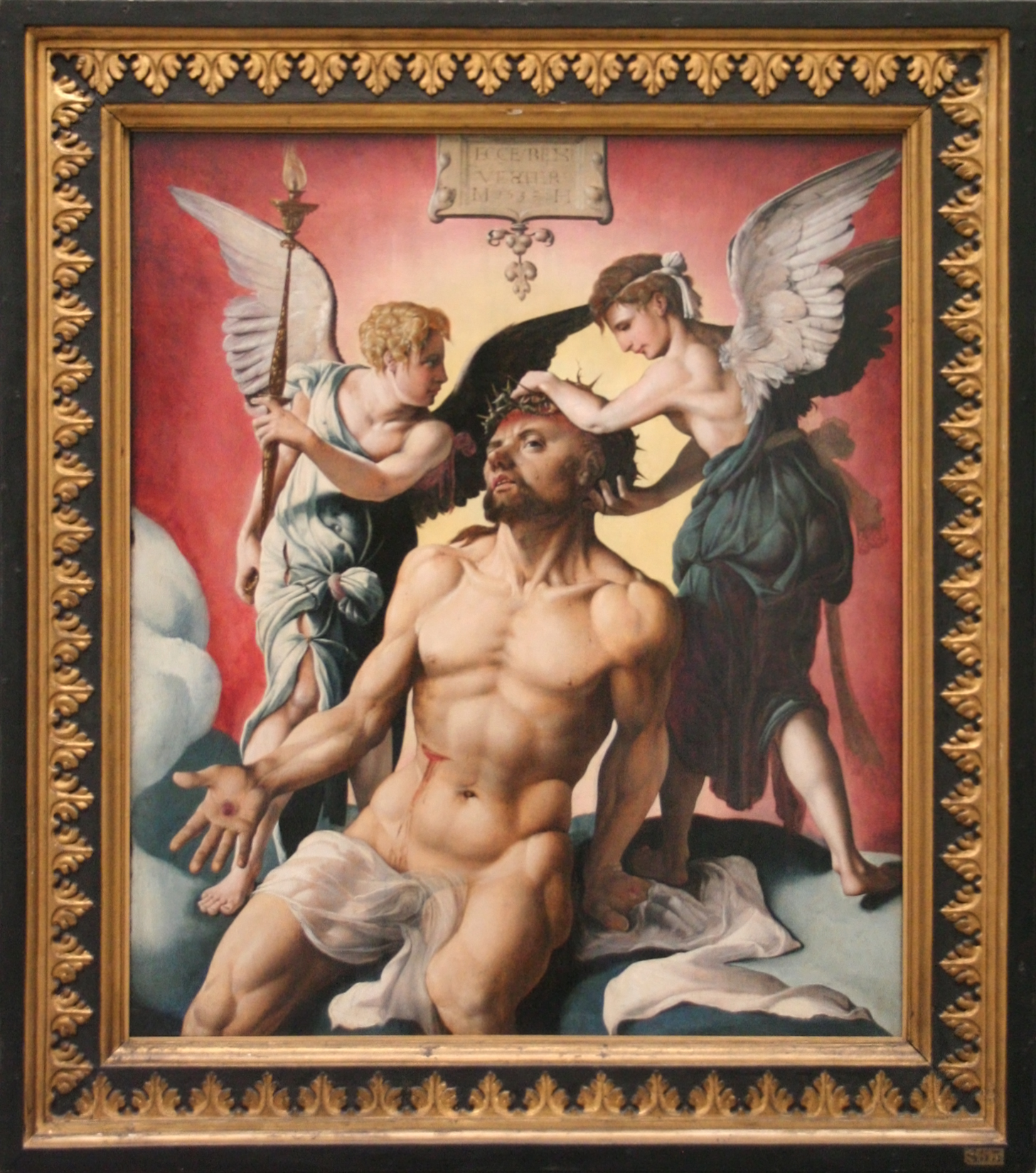
Christ comme homme de douleur de Maarten van Heemskerck.
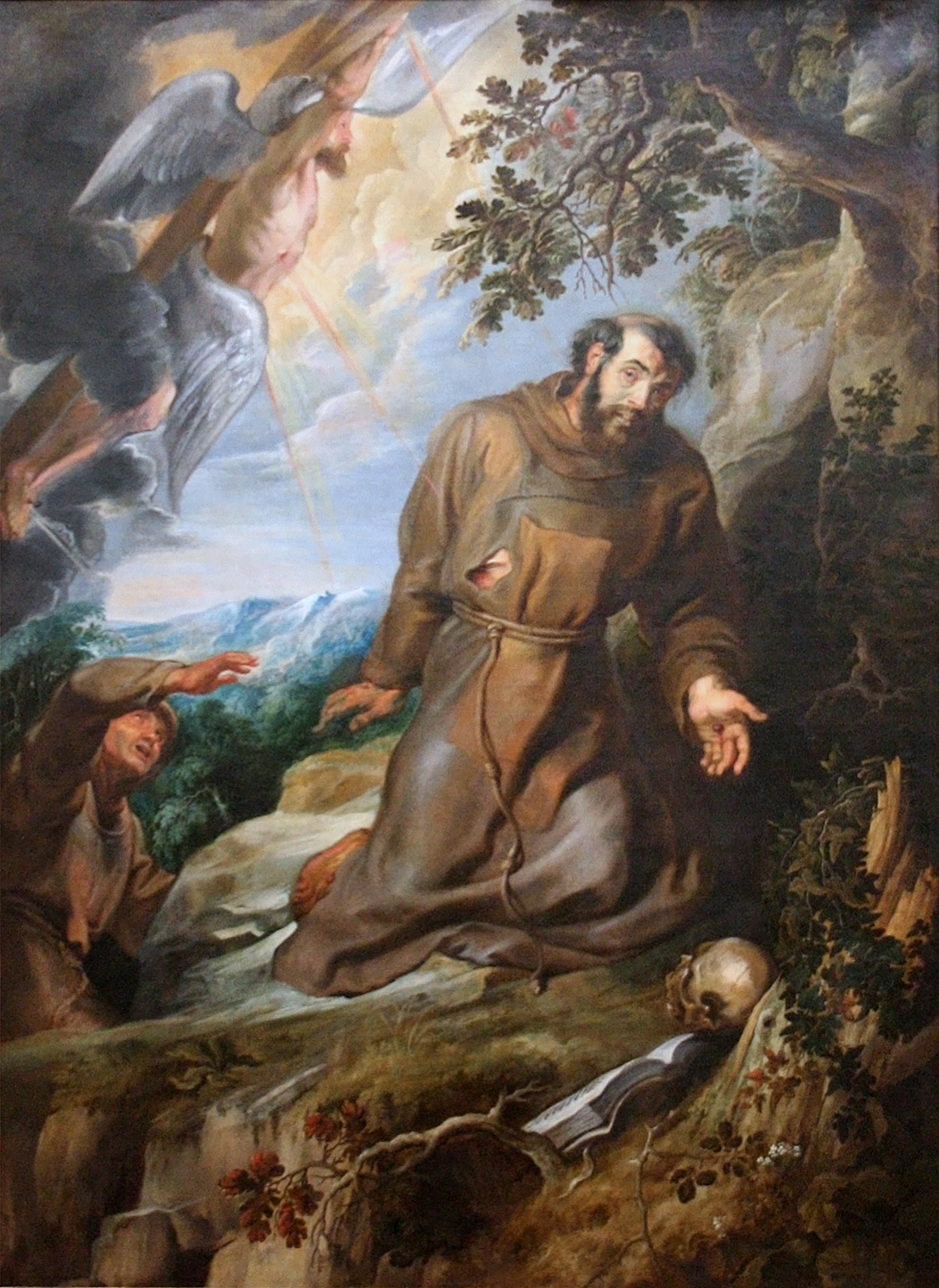
François d'Assise recevant les stigmates de Peter Paul Rubens.
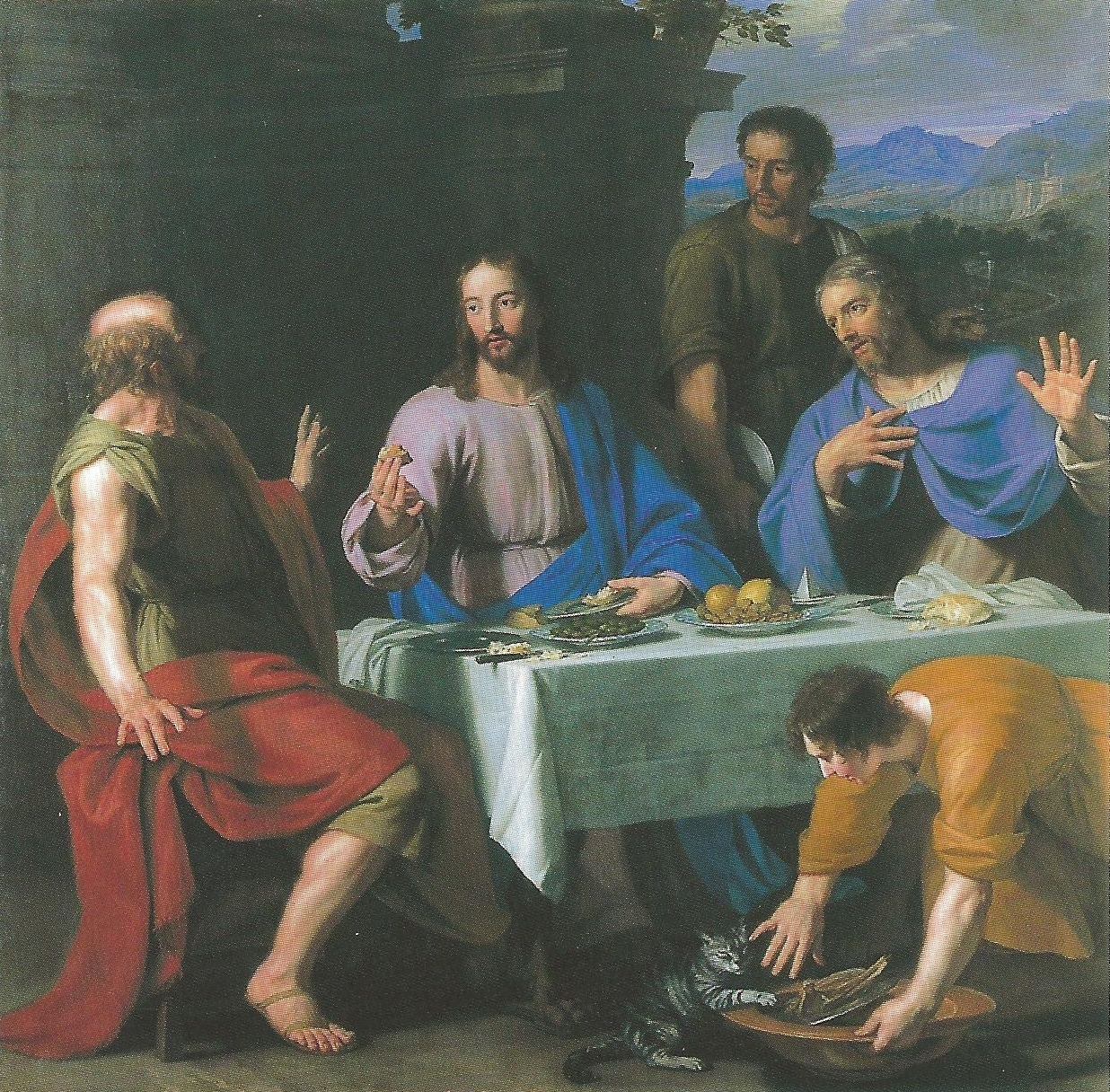
Les disciples d'Emmaüs de Philippe de Champaigne o Jean-Baptiste.
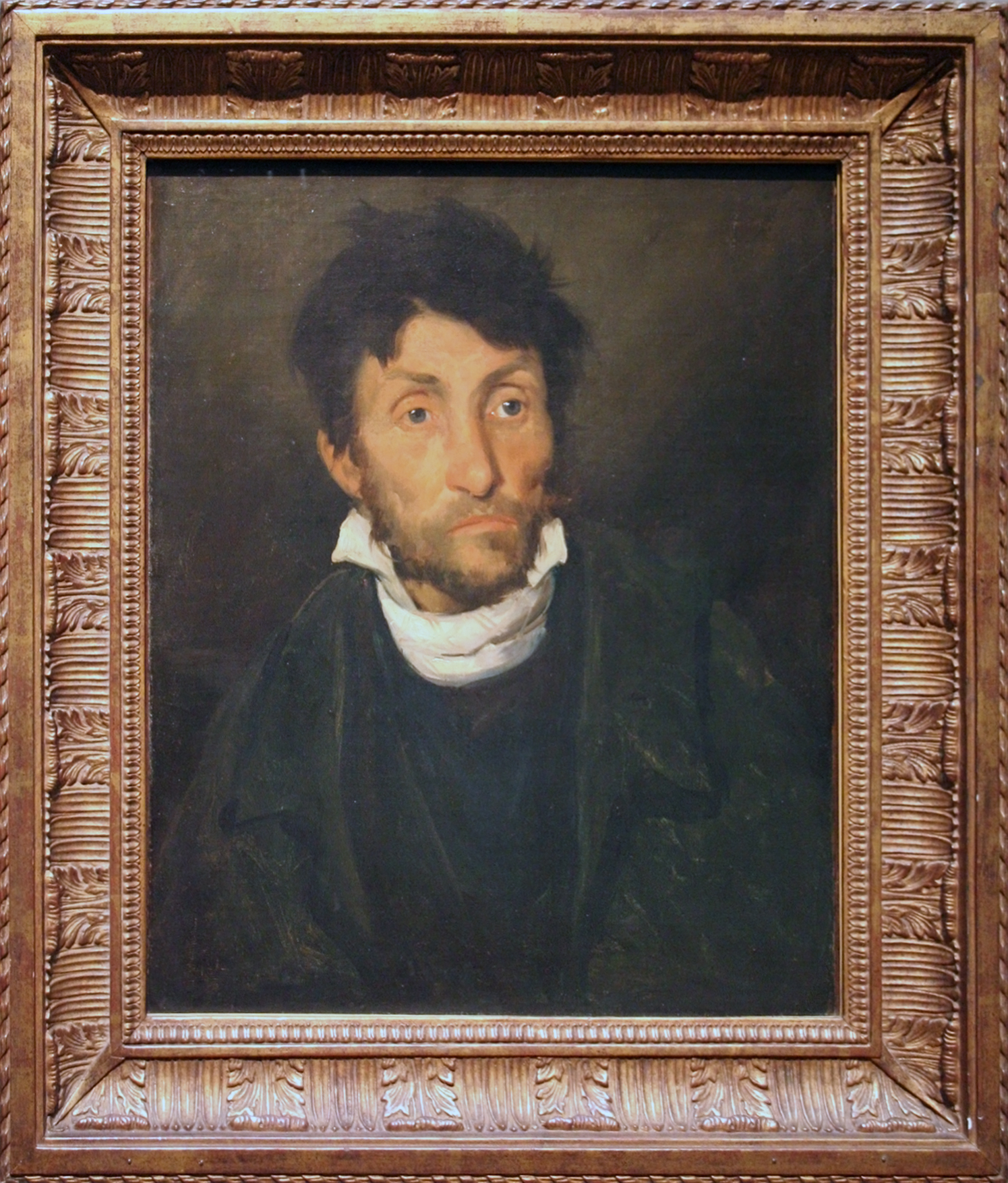
Portrait d'un cleptomane de Théodore Géricault (1822).
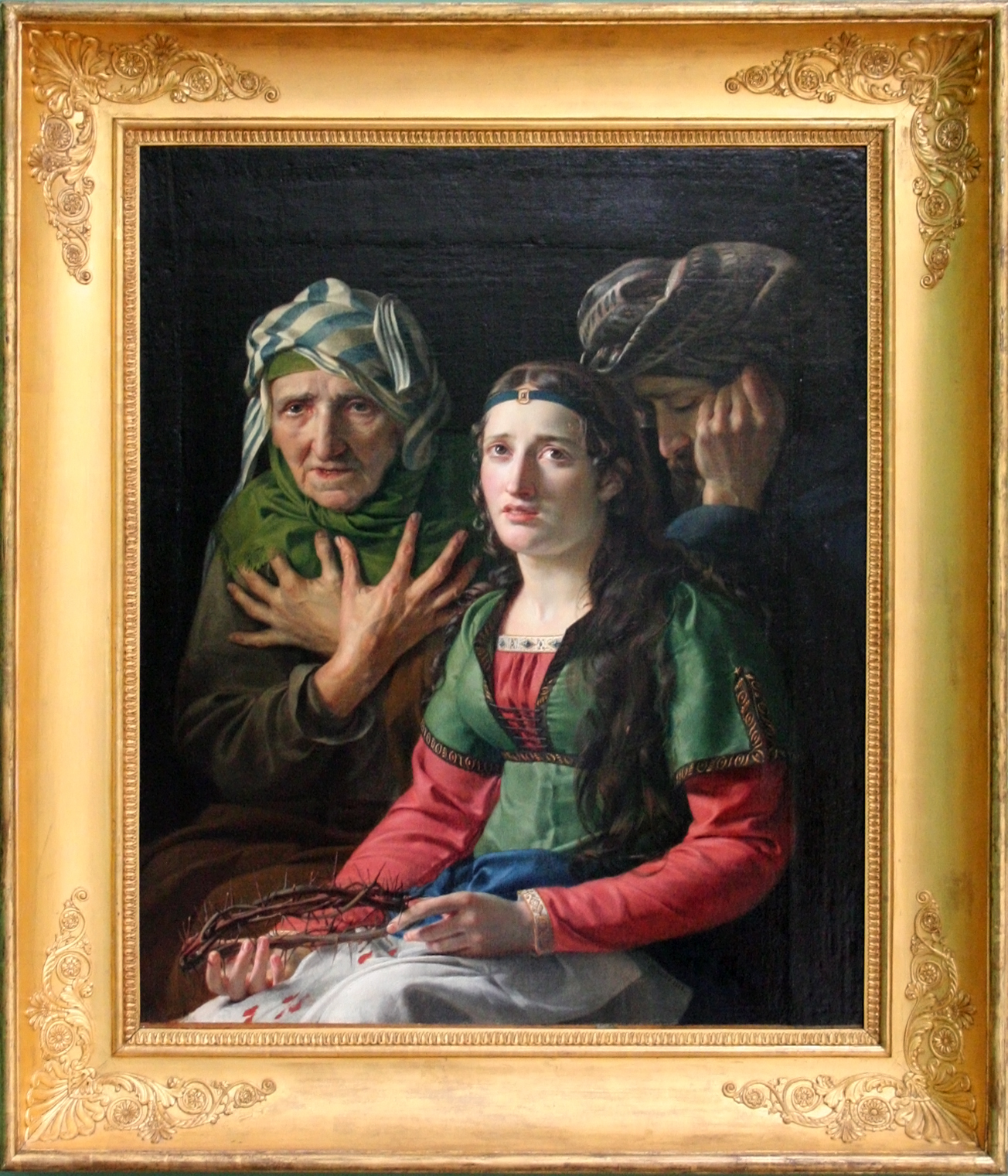
Sainte Véronique de Binasco (près de Milan) de François-Joseph Navez.
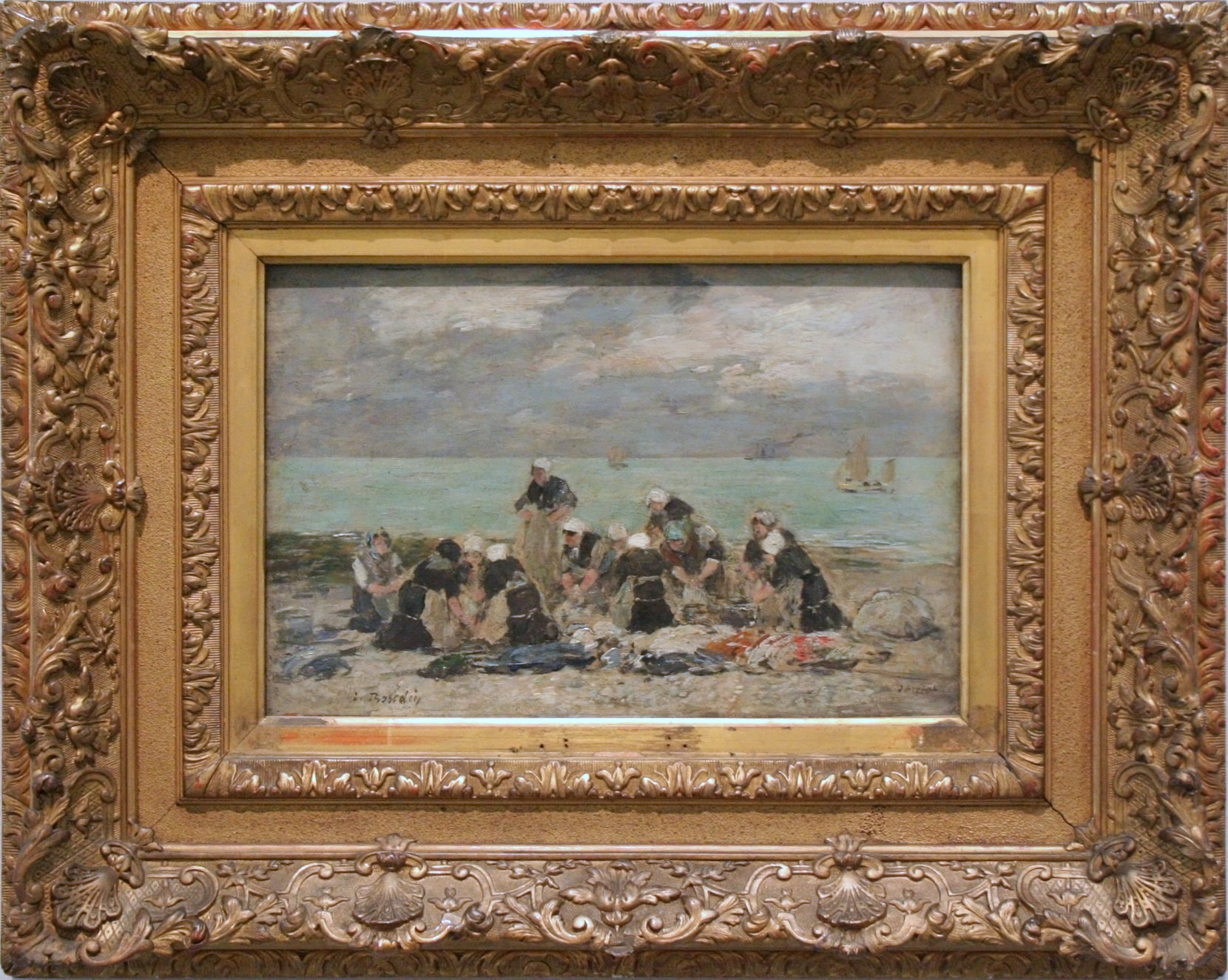
Lavandières à Etretat (Normandie - France) de Eugène Boudin.
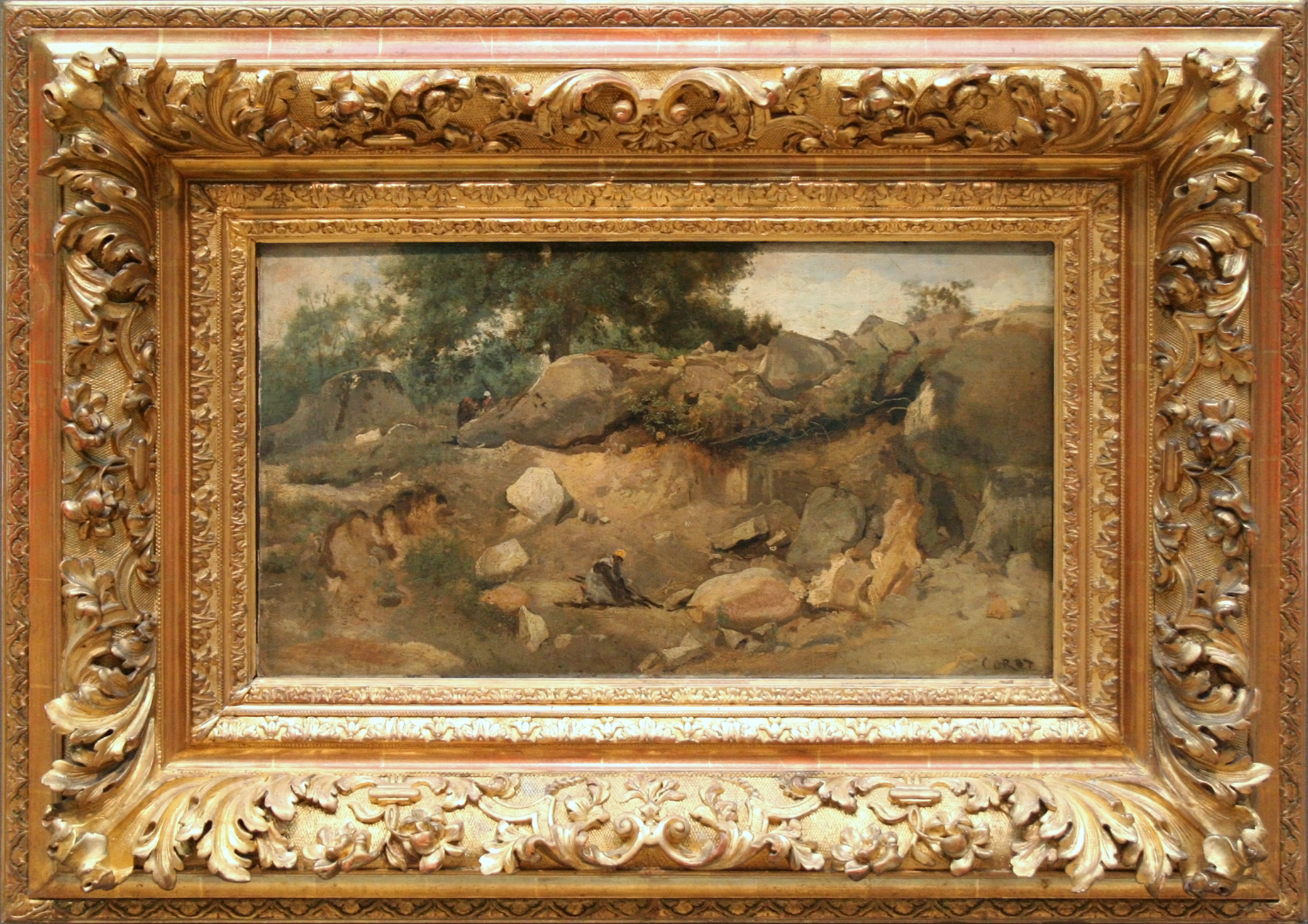
Carrière de Chaise-Marie à Fontainebleau de Camille Corot (1831).
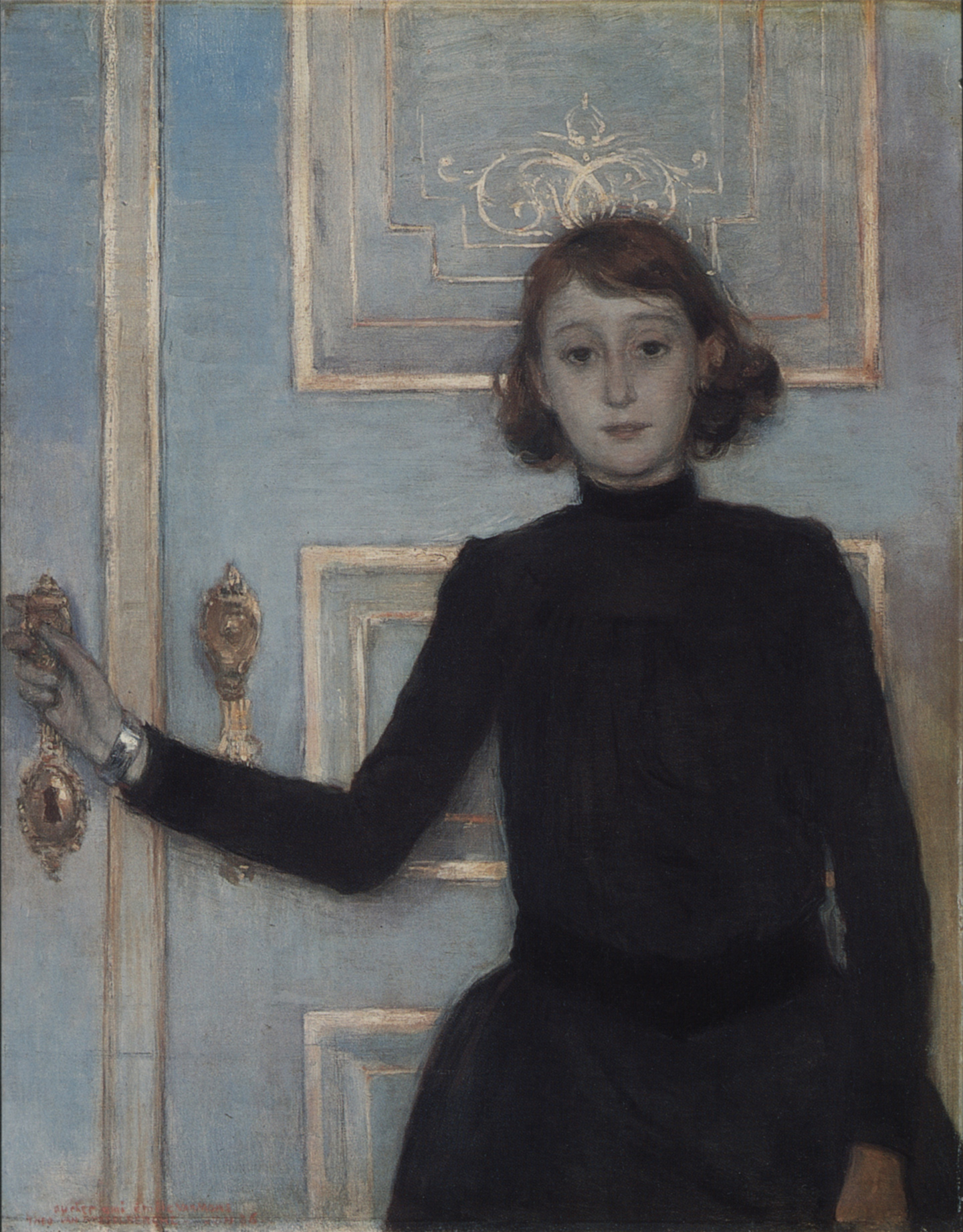
Portrait de Marguerite van Mons de Théo van Rysselberghe (1886)
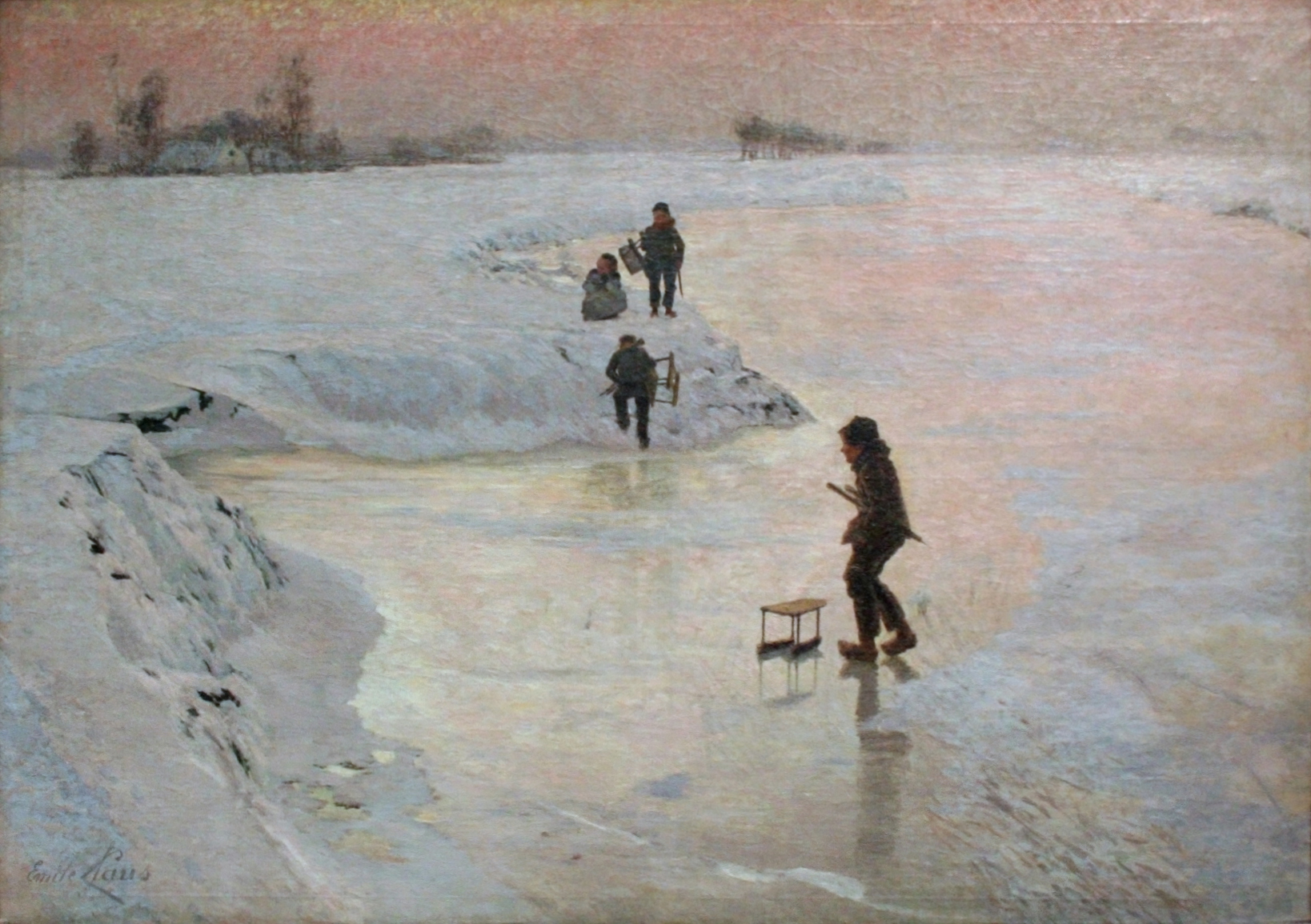
Les patineurs de Emile Claus (1891).
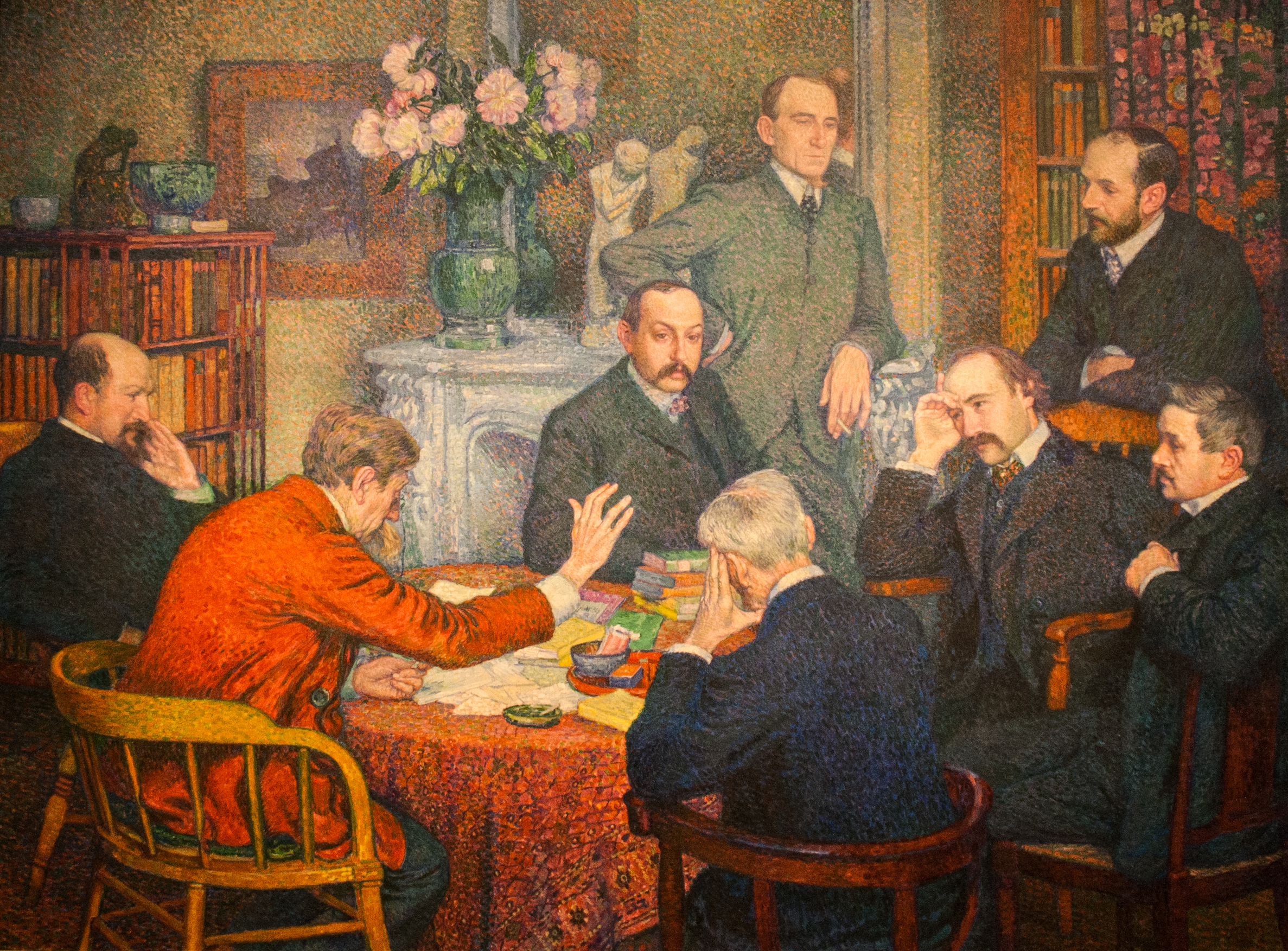
La Lecture de Théo van Rysselberghe (1903).
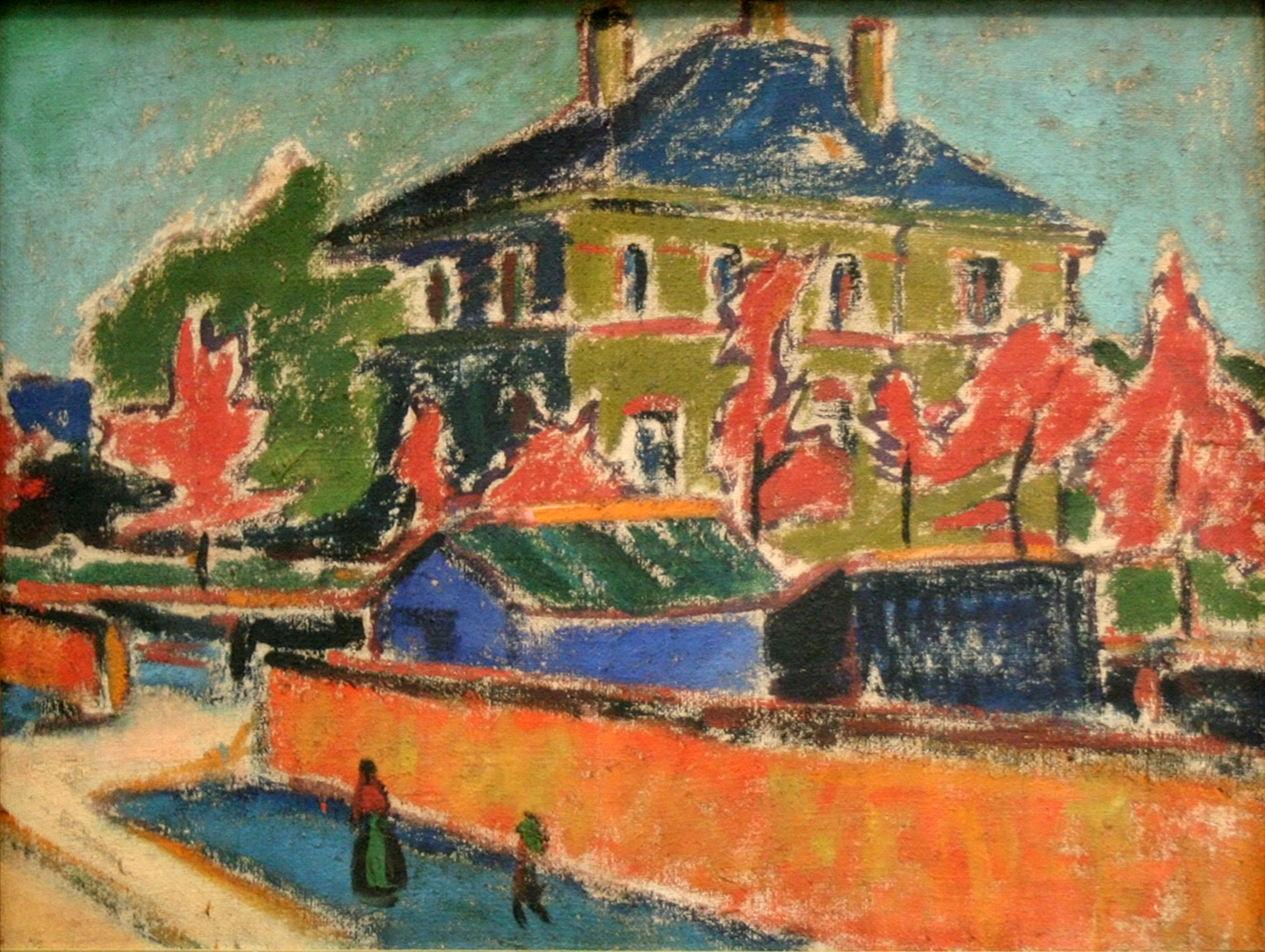
Villa à Dresde de Ernst Ludwig Kirchner (1909).
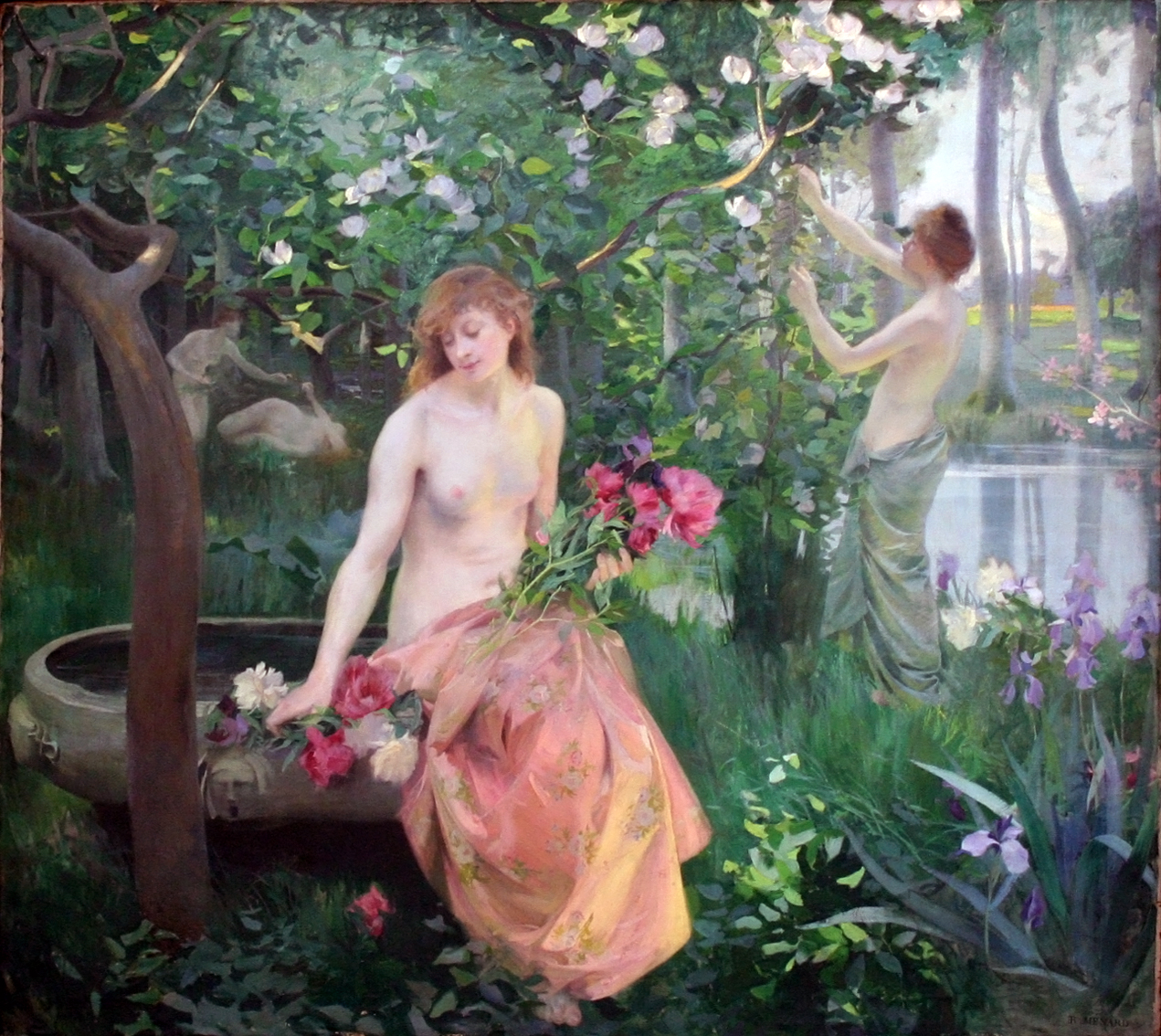
Le printemps de Émile-René Ménard.
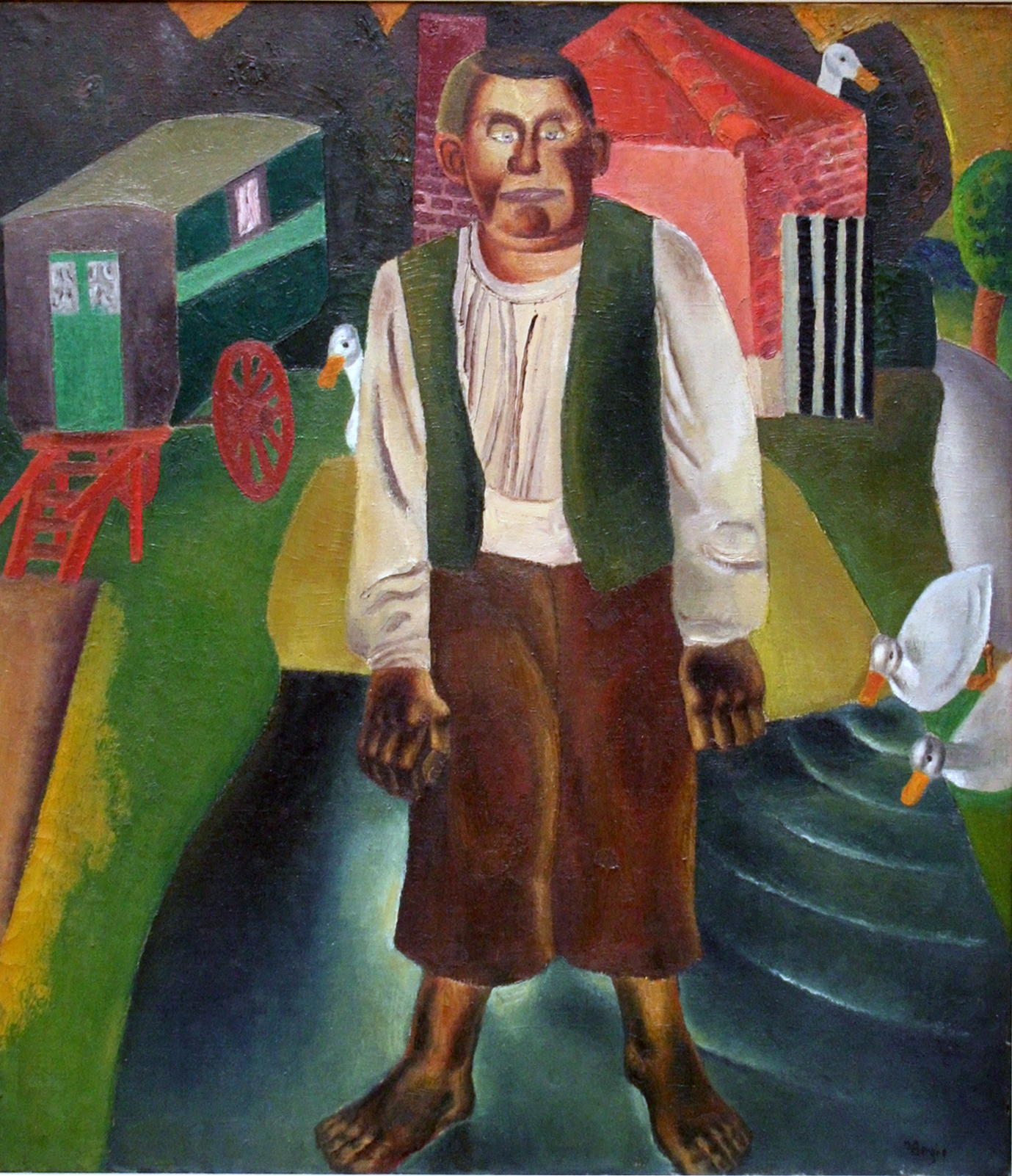
L'Idiot devant l'étang de Frits van den Berghe (1926).